# Rick Snyder
Richard D. "Rick" Snyder, født 19 august 1958 i Battle Creek, Michigan, er en amerikansk republikansk politiker. Han var guvernør i Michigan fra 2011 indtil 2019.
Snyder er uddannet jurist ved University of Michigan og arbejdede som advokat for Coopers & Lybrand. Siden blev han ansat ved IT-selskabetet Gateway, Inc. hvor han i 1996 avancerade til hovedchef for det operative arbejde. Efter sin tid ved Gateway var han arbejdede han med Venturekapital i Ann Arbor.
Ved guvernørsvalget 2010 vand Snyder stort mod demokraten Virg Bernero.